# Волноваський район (1923—2020)
Волнова́ський райо́н — колишній район України у степовій зоні на південному заході Донецької області з адміністративним центром у місті Волноваха, який існував протягом 1923—2020 років і був ліквідований під час адміністративно-територіальної реформи в Україні. Населення становило 83 812 осіб (на 1.08.2013). Площа — 2526,61 км².

## Географічне розташування
Волноваський район, адміністративним центром якого було місто Волноваха, розташовувався у степовій зоні на південному заході Донецької області.
На півдні район межував з Нікольським районом, на заході — з Великоновосілківським, на півночі — з Мар'їнським та м. Донецьк, на сході і південному сході Старобешівським і Бойківським районами.
За територією та чисельністю населення район був одним з найбільших сільськогосподарських районів не тільки в області, але і в Україні. Площа його 1,85 тис. га. Населення — 87,1 тис. чоловік. У районі 74 населених пункти, підпорядкованих одному міському, 6 селищним та 27 сільським радам.

### Корисні копалини
У районі є поклади корисних копалин (граніт, каолін, глина, пісок, щебінь), які створюють всі умови для розвитку промисловості, виробництва будівельних матеріалів. Відкриті і розвідуються родовища: залізних руд, золота, срібла, алмазів, ніобію, танталу, цирконію, вольфраму, молібдену, свинцю, цинку, літію, титану, ванадію, берилію, рідкісноземельних елементів (церію, лантану, ітрію тощо), фосфоритів, вермикуліту, алюмінієвої, каолінової, карбонатно-магнезіальної полевошпатової, камнесамоцвітної і декоративно-облицювальної сировини.

## Історія
До 15 століття територія сучасного Волноваського району являла собою Дике поле. За Запорізької Січі тут існували численні зимівники Кальміуської паланки. Після російсько-турецької війни 1768—1774 років Надазовські степи стали частиною Російської імперії. Згодом з'явились грецькі та українські села на території нинішнього Волноваського району. Великим поштовхом до подальшого освоєння і розвитку краю стала діяльність англійського капіталіста Джона Юза, який здійснив будівництво залізниці від Ясинуватої до Маріуполя через Оленівські кар'єри. Днем народження станції і міста Волновахи (назва пішла від однойменної невеличкої річки) став 1881 рік, коли через станцію пройшов перший залізничний потяг. У 1904 році ст. Волноваха перетворилась на залізничний вузол.
Адміністративно сучасна територія Волноваського району до 1917 року підпорядковувалась Маріупольському повіту Катеринославської губернії Російської Імперії.
Стрітенський район з центром у Стрітенському утворено 7 березня 1923 року на підставі постанови Президії ВУ ЦК «Про адміністративно-територіальний поділ Донецької губернії, утворення округів та районів». На 1926 район вже називається Октябрський з перейменуванням центра на селище Октябрське.
Ще до німецько-радянської війни центром Октябрського району стала Волноваха, а його було відповідно перейменовано на Волноваський.

## Адміністративний устрій
Адміністративно-територіально район поділяється на 1 міську раду, 6 селищних рад та 27 сільських рад, які об'єднують 74 населені пункти та підпорядковані Волноваській районній раді. Адміністративний центр — місто Волноваха.
11 грудня 2014 року, згідно з постановою Верховної Ради України, площа району збільшена на 7,01 тис. км² за рахунок приєднання Виноградненської, Комінтернівської, Лебединської, Павлопільської та Широкинської сільських рад Новоазовського району, а також Андріївської селищної, Гранітненської, Мирненської, Новоселівської, Старогнатівської та Чермалицької сільських рад Тельманівського району. 20 травня 2015 року територія була зменшена за рахунок віднесення раніше приєднаної території Виноградненської сільської ради до складу міста Маріуполя.
Таким чином площа становить 254 944 га.

## Населення
Розподіл населення за віком та статтю (2001)
| Стать | Всього | До 15 років | 15-24 | 25-44  | 45-64  | 65-85 | Понад 85 |
| --- | ------ | ----------- | ----- | ------ | ------ | ----- | -------- |
| Чоловіки | 43 805 | 7606        | 6544  | 13 455 | 11 032 | 4977  | 191      |
| Жінки | 48 683 | 7225        | 5636  | 12 515 | 13 154 | 9327  | 826      |
| \| Статево-вікова піраміда \| Статево-вікова піраміда \| Статево-вікова піраміда \| \| ----------------------- \| ----------------------- \| ----------------------- \| \| Чоловіки \| Вік \| Жінки \| \| 191 \| 85 + \| 826 \| \| 282 \| 80-84 \| 1005 \| \| 867 \| 75-79 \| 2275 \| \| 2149 \| 70-74 \| 3579 \| \| 1679 \| 65-69 \| 2468 \| \| 3164 \| 60-64 \| 4348 \| \| 1770 \| 55-59 \| 2285 \| \| 2685 \| 50-54 \| 3111 \| \| 3413 \| 45-49 \| 3410 \| \| 3818 \| 40-44 \| 3620 \| \| 3374 \| 35-39 \| 3234 \| \| 3037 \| 30-34 \| 2822 \| \| 3226 \| 25-29 \| 2839 \| \| 3176 \| 20-24 \| 2668 \| \| 3368 \| 15-20 \| 2968 \| \| 3480 \| 10-14 \| 3291 \| \| 2414 \| 5-9 \| 2199 \| \| 1712 \| 0-4 \| 1735 \| |        |             |       |        |        |       |          |
| Статево-вікова піраміда |        |             |       |        |        |       |          |
| Чоловіки | Вік    | Жінки       |       |        |        |       |          |
| 191 | 85 +   | 826         |       |        |        |       |          |
| 282 | 80-84  | 1005        |       |        |        |       |          |
| 867 | 75-79  | 2275        |       |        |        |       |          |
| 2149 | 70-74  | 3579        |       |        |        |       |          |
| 1679 | 65-69  | 2468        |       |        |        |       |          |
| 3164 | 60-64  | 4348        |       |        |        |       |          |
| 1770 | 55-59  | 2285        |       |        |        |       |          |
| 2685 | 50-54  | 3111        |       |        |        |       |          |
| 3413 | 45-49  | 3410        |       |        |        |       |          |
| 3818 | 40-44  | 3620        |       |        |        |       |          |
| 3374 | 35-39  | 3234        |       |        |        |       |          |
| 3037 | 30-34  | 2822        |       |        |        |       |          |
| 3226 | 25-29  | 2839        |       |        |        |       |          |
| 3176 | 20-24  | 2668        |       |        |        |       |          |
| 3368 | 15-20  | 2968        |       |        |        |       |          |
| 3480 | 10-14  | 3291        |       |        |        |       |          |
| 2414 | 5-9    | 2199        |       |        |        |       |          |
| 1712 | 0-4    | 1735        |       |        |        |       |          |

Національний склад населення району за переписом 2001 року
|           | чисельність | частка |
| українці  | 72 346      | 78,2   |
| росіяни   | 15 128      | 16,4   |
| греки     | 2 959       | 3,2    |
| білоруси  | 494         | 0,5    |
| вірмени   | 260         | 0,3    |
| молдовани | 248         | 0,3    |

Етномовний склад сільських та міських рад району (рідна мова населення) за переписом 2001 року, %
|                           | українська | російська | грецька | вірменська | білоруська |
| ВОЛНОВАСЬКИЙ РАЙОН        | 58,5       | 40,4      | 0,5     | 0,2        | 0,1        |
| ------------------------- | ---------- | --------- | ------- | ---------- | ---------- |
| м. ВОЛНОВАХА              | 42,5       | 56,3      | 0,4     | 0,3        | 0,1        |
| смт БЛАГОДАТНЕ            | 88,3       | 11,2      |         |            | 0,2        |
| смт ВОЛОДИМИРІВКА         | 67,1       | 32,4      | 0,0     | 0,0        | 0,1        |
| смт ДОНСЬКЕ               | 36,7       | 62,7      | 0,2     | 0,1        | 0,0        |
| смт КОМСОМОЛЬСЬКИЙ        | 86,8       | 13,1      |         |            | 0,2        |
| смт НОВОТРОЇЦЬКЕ          | 68,2       | 30,8      | 0,1     | 0,3        | 0,2        |
| смт ОЛЕНІВКА              | 81,5       | 17,8      | 0,0     |            | 0,1        |
| смт ОЛЬГІНКА              | 75,2       | 24,3      |         | 0,0        | 0,1        |
| АНАДОЛЬСЬКА сільрада      | 25,5       | 72,4      | 0,4     | 1,0        | 0,2        |
| АНДРІЇВСЬКА сільрада      | 76,4       | 22,9      | 0,1     | 0,3        |            |
| ВАЛЕР'ЯНІВСЬКА сільрада   | 83,6       | 16,1      | 0,1     |            | 0,2        |
| ВІЛЬНЕНСЬКА сільрада      | 78,0       | 21,7      | 0,1     |            |            |
| ДМИТРІВСЬКА сільрада      | 22,4       | 76,3      | 0,1     | 0,8        |            |
| ЄГОРІВСЬКА сільрада       | 96,8       | 3,3       |         |            |            |
| ЗАЧАТІВСЬКА сільрада      | 82,4       | 17,3      | 0,1     |            | 0,1        |
| ЗЛАТОУСТІВСЬКА сільрада   | 42,9       | 56,9      | 0,1     |            |            |
| ІВАНІВСЬКА сільрада       | 90,2       | 9,5       | 0,1     | 0,1        |            |
| КАЛІНІНСЬКА сільрада      | 87,5       | 12,5      |         |            |            |
| КІРОВСЬКА сільрада        | 33,4       | 65,2      | 0,5     |            | 0,3        |
| КРАСНІВСЬКА сільрада      | 87,8       | 11,3      |         |            | 0,2        |
| БУГАСЬКА сільрада         | 5,6        | 70,4      | 22,3    | 0,1        | 0,1        |
| ЛЮБІВСЬКА сільрада        | 76,4       | 19,5      | 0,2     | 1,1        | 0,3        |
| МИКОЛАЇВСЬКА сільрада     | 63,8       | 35,5      |         | 0,2        |            |
| МИКІЛЬСЬКА сільрада       | 81,3       | 18,5      |         |            | 0,1        |
| НОВООЛЕКСІЇВСЬКА сільрада | 42,7       | 57,3      |         |            |            |
| НОВОАНДРІЇВСЬКА сільрада  | 58,8       | 41,0      |         |            | 0,1        |
| ОКТЯБРЬСЬКА сільрада      | 52,9       | 46,5      | 0,1     |            |            |
| ПЕТРІВСЬКА сільрада       | 94,4       | 5,5       | 0,1     | 0,1        |            |
| ПРИВІЛЬНЕНСЬКА сільрада   | 39,6       | 60,3      |         |            |            |
| ПРОХОРІВСЬКА сільрада     | 74,7       | 24,9      | 0,2     |            | 0,2        |
| РІВНОПІЛЬСЬКА сільрада    | 82,7       | 16,6      | 0,2     | 0,1        | 0,4        |
| РИБИНСЬКА сільрада        | 32,5       | 65,8      | 0,8     | 0,3        | 0,0        |
| СВОБОДНЕНСЬКА сільрада    | 86,7       | 13,0      | 0,1     | 0,1        | 0,1        |
| СТЕПНЕНСЬКА сільрада      | 63,7       | 36,3      |         |            |            |
| ХЛІБОДАРІВСЬКА сільрада   | 69,2       | 30,3      |         | 0,5        |            |

Станом на 17 квітня 2015 року у районі було зареєстровано 15 636 тимчасово переміщених осіб, станом на 21 травня 2015 року — 16 780.

## Визначні пам'ятки району
До визначних пам'яток району відноситься Перлина степового лісорозведення — Великоанадольський ліс, який був закладений в 1843 році видатним діячем лісівничого та географічної наук, полковником корпусу лісничих Віктором Єгоровичем Графом. Площа масиву 2543,0 га. Флора заказника нараховує понад 600 видів рослин, з яких 37 охороняються законом. Декретом Ради Народних Комісарів РРФСР «Про охорону пам'яток природи, садів і парків» від 16 вересня 1921 ліс оголошений недоторканним і підлягає суворої охорони. Як пам'ятка природи республіканського значення він затверджений 1 листопада 1968 року.

## Транспортна інфраструктура

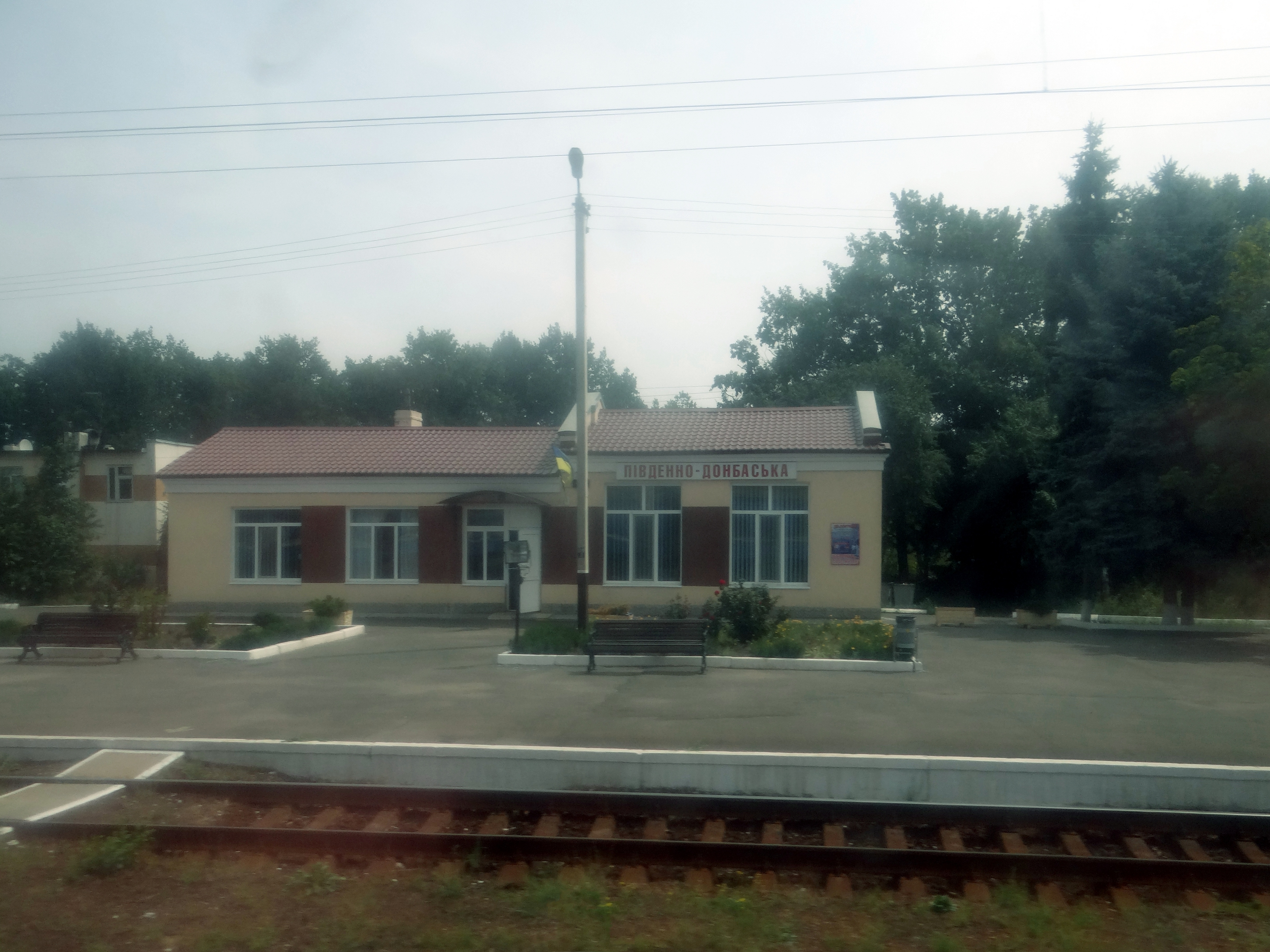
Станція Південнодонбаська

Через зміну кордонів Волноваського району, його територія значно розширилась, відтак і збільшилась кількість транспортних шляхів, що проходять районом. Південною межею вздовж Азовського моря проходить E58.
Також проходять такі автошляхи: Н20 (через військові дії за Волновахою рух змінено через Покровськ із виїздом біля Костянтинівки, в обхід Донецька, дорога відремонтована), Т 0509, Т 0512, Т 0518 та Т 0524.
У галузі зайнято більше двох тисяч робітників, інженерно-технічних працівників і службовців. Автобусні перевезення пасажирів здійснюють ВАТ Волноваське АТП—11430, приватні маршрутки і таксі, експлуатаційна довжина автомобільних доріг з твердим покриттям становить 594 км. Сполучення налагоджено з 69 населеними пунктами району.
Експлуатаційна довжина залізничних колій становить 70,6 км. Через станцію Волноваха здійснюються перевезення в бік Маріуполя, Ясинуватої, Запоріжжя I. Обслуговують ці перевезення локомотивне і вагонне депо, інші служби станції.
Розташовані дві вузлові станції Волноваха та Доля. Проходять дві залізничні лінії Маріуполь — Донецьк та Волноваха — Комиш-Зоря. На території району розташовані залізничні станції: Велико-Анадоль, Зачатівська, Карань, Оленівка, Південнодонбаська, Урзуф, Хлібодарівка та Янісоль. На лінії Волноваха — Донецьк через військові дії транспортне сполучення припинене від станції Південнодонбаська.
Зупинні пункти: 3 км, 393 км, 398 км, 408 км, 412 км, 1164 км, 1184 км, 1188 км, 1199 км, 1217 км, Кам'янка, Кічиксу, Полкове та Тавла.

### Автомобільні дороги місцевого значення
| № з/п             | Індекс та номер   | Назва автомобільної дороги                                        | Протяжність, км | В OSM                                                   |
| ----------------- | ----------------- | ----------------------------------------------------------------- | --------------- | ------------------------------------------------------- |
| 1                 | С050501           | Від /Т-05-12/ — Малогнатівка км 0+000 — км 13+000                 | 13,0            | 3977005 [Архівовано 21 жовтня 2019 у Wayback Machine.]  |
| 2                 | С050502           | Благовіщенка — Графське км 0+000 — км 1+9ОО                       | 1,9             | 3977006 [Архівовано 21 жовтня 2019 у Wayback Machine.]  |
| 3                 | С050503           | Миколаївка — Скеля км 0+000 — км 3+000                            | 3,0             | 3977007 [Архівовано 21 жовтня 2019 у Wayback Machine.]  |
| 4                 | С050504           | Малинівка — Голубицьке км 0+000 — км 2+700                        | 2,7             | 3977008 [Архівовано 21 жовтня 2019 у Wayback Machine.]  |
| 5                 | С050505           | Від /Благодатне — Валер'янівка/ — Зелений Гай км 0+000 — км 5+000 | 5,0             | 3977009 [Архівовано 21 жовтня 2019 у Wayback Machine.]  |
| 6                 | С050506           | Благовіщенка -Графське — Зелений Гай км 0+000 — км 2+600          | 2,6             | 3977010 [Архівовано 21 жовтня 2019 у Wayback Machine.]  |
| 7                 | С050507           | Малинівка — Веселе км 0+000 — км 3+500                            | 3,5             | 3977011 [Архівовано 21 жовтня 2019 у Wayback Machine.]  |
| 8                 | С050508           | Новогнатівка — Гранітне км 0+000 — км 5+000                       | 5,0             | 3978008 [Архівовано 21 жовтня 2019 у Wayback Machine.]  |
| 9                 | С050509           | Петрівське — Кирилівка км 0+000 — км 1 1+400                      | 11,4            | 3977012 [Архівовано 21 жовтня 2019 у Wayback Machine.]  |
| 10                | С050510           | Іванівка — Новотатарівка — Новопавлівка км 0+000 — км 10+100      | 10,1            | 3977013 [Архівовано 21 жовтня 2019 у Wayback Machine.]  |
| 11                | С050511           | ст. Южнодонбаська — Пільне км 0+000 — км 4+200                    | 4,2             | 3977014 [Архівовано 21 жовтня 2019 у Wayback Machine.]  |
| 13                | С050513           | Степне — Кропивницьке км 0+000 — км 7+100                         | 7,1             | 3977016 [Архівовано 21 жовтня 2019 у Wayback Machine.]  |
| 14                | С050514           | Єгорівка — Червоне км 0+000 — км 2+600                            | 2,6             | 3977017 [Архівовано 21 жовтня 2019 у Wayback Machine.]  |
| 16                | С050516           | Благодатне — Валер'янівка км 0+000 — км 9+500                     | 9,5             | 3977019 [Архівовано 21 жовтня 2019 у Wayback Machine.]  |
| 17                | С050517           | Кирилівка — Іванівка км 0+000 — км 9+500                          | 9,5             | 3977020 [Архівовано 21 жовтня 2019 у Wayback Machine.]  |
| 18                | С050518           | Микільське — Кирилівка км 0+000 — км 9+300                        | 9,3             | 3977021 [Архівовано 21 жовтня 2019 у Wayback Machine.]  |
| 19                | С050519           | Лазарівка — Калинове км 0+000 — км 2+100                          | 2,1             | 3977022 [Архівовано 21 жовтня 2019 у Wayback Machine.]  |
| 20                | С050520           | Пільне — Ольгинка км 0+000 — км 3+500                             | 3,5             | 3977023 [Архівовано 21 жовтня 2019 у Wayback Machine.]  |
| 21                | С050521           | Благовіщенка — Валер'янівка км 0+000 — км 4+300                   | 4,3             | 3977024 [Архівовано 21 жовтня 2019 у Wayback Machine.]  |
| 22                | С050522           | Калинове — Знаменівка км 0+000 — км 3+300                         | 3,3             | 3977025 [Архівовано 21 жовтня 2019 у Wayback Machine.]  |
| 23                | С050523           | Обхід м. Волноваха км 0+000 — км 5+400                            | 5,4             | 3977026 [Архівовано 21 жовтня 2019 у Wayback Machine.]  |
| 24                | С050524           | Павлівка — Петрівка — /Н-20/ км 0+000 — км 55+900                 | 55,9            | 3978009 [Архівовано 21 жовтня 2019 у Wayback Machine.]  |
| 25                | С050525           | Старогнатівка — Зачатівка — Староласпа км 0+000 — км 4+200        | 4,2             |                                                         |
| 26                | С050526           | Хлібодарівка — Стрітенка — /Н-20/ км 0+000 — км 5+700             | 5,7             |                                                         |
| 27                | С050527           | Степне — Передове — Рівнопіль км 0+000 — км 2+300                 | 2,3             |                                                         |
| 28                | С050528           | Від /Н-20/ — Дмитрівка км 0+000 — км 1+300                        | 1,3             |                                                         |
| 29                | С050529           | Від /Н-20/ — Петрівка км 0+000 — км 2+200                         | 2,2             |                                                         |
| 30                | С050530           | Від /Н-20/ — Андріївка км 0+000 — км 8+400                        | 8,4             |                                                         |
| 31                | С050531           | Від /Н-20/ — Лідіне — Новоолексіївка км 0+000 — км 9+700          | 9,7             |                                                         |
| 32                | С050532           | Від /Н-20/ — Новоолексіївка км 0+000 — км 2+300                   | 2,3             |                                                         |
| 33                | С050533           | Від /Н-20/ — Бугас — Миколаївка км 0+000 — км 8+600               | 8,6             |                                                         |
| 35                | С050535           | Ольгинка — Новотроїцьке км 0+000 — км 2+800                       | 2,8             |                                                         |
| 36                | С050536           | Зачатівка — Златоустівка км О+000 — км 1+000                      | 1,0             |                                                         |
| 37                | С050537           | Вільне — /Волноваха — Зачатівка/ км 0+000 — км 2+600              | 2,6             |                                                         |
| 38                | С050538           | Обхід с. Новоандріївка км 0+000 — км 3+400                        | 3,4             |                                                         |
| 39                | С050539           | Обхід с. Володимирівка км 0+000 — км 3+100                        | 3,1             |                                                         |
| 40                | С050540           | Обхід с. Рибинське км 0+000 — км 0+700                            | 0,7             |                                                         |
| 41                | С050544           | Дмитрівка — Донське — Свободне км 0+000 — км 8+700                | 8,7             |                                                         |
| 42                | С050545           | Зачатівка — /на Розівку/ км 0+000 — км 4+900                      | 4,9             |                                                         |
| 43                | С050546           | Валер'янівка — Дмитрівка км 0+000 — км 8+600                      | 8,6             |                                                         |
| 44                | С050547           | Діанівка — П'ятихатки — /на Малоянісоль/ км 0+000 — км 4+200      | 4,2             |                                                         |
| 45                | С050548           | Хлібодарівка — /на Малоянісоль/ км 0+000 — км 5+000               | 5,0             |                                                         |
| 46                | С050549           | Свободне — Анадоль км 0+000 — км 8+100                            | 8,1             |                                                         |
| 47                | С050550           | Петрівске — /на Красну Поляну/ км 0+000 — км 4+200                | 4,2             |                                                         |
| 48                | С050552           | Вільне — Зачатівка км 0+000 — км 1+500                            | 1,5             |                                                         |
| 49                | С050553           | Іванівка — Затишне — Златоустівка км 0+000 — км 11+200            | 11,2            |                                                         |
| 50                | С050554           | Від /Волноваха — Зачатівка/ — ст. Зачатівка км 0+000 — км 1+600   | 1,6             |                                                         |
| 51                | С050556           | Дмитрівка — Свободне км 0+000 — км 0+400                          | 0,4             |                                                         |
| 52                | С050557           | Степне — /на Красну Поляну/ км 0+000 — км 3+800                   | 3,8             |                                                         |
| 53                | С050558           | Привільне — /Н-20/ км 0+000 — км 3+200                            | 3,2             |                                                         |
| 54                | С050559           | Полкове — /Н-20/ км 0+000 — км 3+100                              | 3,1             |                                                         |
| 55                | С050560           | Волноваха — Ольгинка км 0+000 — км 10+100                         | 10,1            |                                                         |
| 56                | С050561           | Від /Н-20/ — Шевченко км 0+000 — км 1+900                         | 1,9             |                                                         |
| 57                | С050562           | Новотроїцьке — Богданівка км 0+000 — км 3+400                     | 3,4             |                                                         |
| 58                | С050563           | Новотроїцьке — Вікторівка км 0+000 — км 20+900                    | 20,9            |                                                         |
| Всього по району: | Всього по району: | Всього по району:                                                 | 338,0           | 10139241 [Архівовано 21 жовтня 2019 у Wayback Machine.] |

## Агропромисловий комплекс
За радянщини Волноваський район був найкрупнішим за масштабами сільськогосподарського виробництва у Донецькій області. У 1975 році тут було 25 колгоспів і 9 радгоспів.
В аграрному секторі району працюють 26 товариств з обмеженою відповідальністю, 3 приватних підприємства, 4 агроцехи ВАТ «ММК ім. Ілліча», 3 — державних підприємства, 1 — міждержавне підприємство і понад 200 селянсько-фермерських господарств. У їх користуванні знаходиться 157,8 тис. га сільгоспугідь, з них 138,0 тис. га ріллі, на яких вирощують зернові, технічні, кормові, кормобаштанні культури, а також багаторічні й однорічні трави. Розвинене овочівництво.
У галузі рослинництва перевага віддається зерновим, соняшнику і кукурудзі.
У тваринництві переважає вирощування великої рогатої худоби, свиней, птахівництво. Флагманами сільськогосподарського виробництва в районі є АТЗТ «Екопрод А. Т.», ТОВ «Маріупольська птахофабрика», СТОВ «Валер'янівська».
Ґрунти складаються, в основному, з чорноземів звичайних середньогумусних, а в западинах річок і низовинах балок ґрунти лугові.

## Фізична культура і спорт
У районі на базі підприємств, організацій і шкіл району є 110 спортивних споруд (55 спортивних майданчиків, 29 майданчиків з тренажерним обладнанням, 1 тенісний корт, 25 футбольних полів). Також є 17 будинків для фізкультурно-оздоровчих занять, 58 спортивних залів та 1 кінно-спортивна база. Працює Комплексна дитяча юнацька спортивна школа «Колос» та районна ДЮСШ з 16 тренерами-викладачами, в них тренується 884 людини молоді, в тому числі за видами спорту: гирьовий спорт, дзюдо, футбол, вільна та греко-римська боротьба, теквондо, важка атлетика, самбо, бокс, волейбол і баскетбол.

## Політика
25 травня 2014 року відбулися Вибори Президента України. У межах Волноваського району було створено 50 виборчих дільниць. Явка на виборах складала — 13,43 % (проголосували 7 745 із 57 657 виборців). Найбільшу кількість голосів отримав Петро Порошенко — 33,38 % (2 585 виборців); Сергій Тігіпко — 19,75 % (1 530 виборців), Юлія Тимошенко — 9,59 % (743 виборців), Михайло Добкін — 5,63 % (436 виборців), Анатолій Гриценко — 4,66 % (361 виборців). Решта кандидатів набрали меншу кількість голосів. Кількість недійсних або зіпсованих бюлетенів — 6,66 %.

## Засоби масової інформації
Друковане видання - районна газета "Наше слово", заснована 7 січня 1932 року.